# Tomira
Tomira – imię żeńskie o niepewnym pochodzeniu. Najprawdopodobniej powstało na gruncie języka serbsko-chorwackiego (w źródłach serbsko-chorwackich pojawia się od XV wieku) i stanowiło skróconą formę imienia Tomimira (czyli tomiti – „dręczyć, męczyć”, por. Tomisław, i -mira). Istnieje także możliwość, że Tomira powstała jako zdrobnienie innych imion, np. Świętomiry. 
Męski odpowiednik: Tomir.
Tomira imieniny obchodzi 24 maja.